# Prodioxys rufiventris
Prodioxys rufiventris là một loài ong trong họ Megachilidae. Loài này được Lepeletier miêu tả khoa học đầu tiên năm 1841.